# Penelope Jones Halsall
Penny Halsall, nacida Penelope Jones ( 24 de noviembre de 1946 en Preston, Lancashire, Inglaterra – 31 de diciembre de 2011) fue una escritora inglesa de superventas dentro del género de la novela romántica, principalmente cultivando el modelo de cuento propio de las colecciones de la editorial Harlequin, ha escrito cerca de 200 obras de este tipo (140 de las cuales han sido traducidas a español). Ella firma sus novelas contemporáneas con el seudónimo de Penny Jordan y novelas históricas con el seudónimo de Annie Groves (apellido de soltera de su madre). Ella también ha usado los seudónimos de Caroline Courtney, Melinda Wright y Lydia Hitchcock

## Biografía

### Datos personales
Penelope "Penny" Jones que nació prematuramente el 24 de noviembre de 1946 en Preston, Lancashire, Inglaterra, era la primogénita de Anthony Winn Jones, que falleció con 85 años, y su esposa Margaret Louise Groves Jones, fallecida a los 86 años. Tiene dos hermanos pequeños, un chico, Anthony Jones, y una chica, Prudence "Prue" Jones. La carrera de Penelope como narradora de historias comenzó a los ocho años, cuando comenzó a narrar historias originales protagonizadas por su hermana menor. Ella atribuye su capacidad de narrar historias a su sangre celta, ya que tiene ascendencia escocesa por parte de su madre.
Durante catorce años trabajó como secretaria en Mánchester. Penelope se casó con Steve Halsall, que falleció de cáncer de garganta tras muchos años de matrimonio. El matrimonio no tuvo hijos, aunque ella tuvo numerosos sobrinos.
Falleció el 31 de diciembre de 2011, a los 65 años.

### Carrera literaria
Penny escribía historia para sí misma desde que era una veinteañera, su carrera como escritora comenzó a los treinta años cuando vio un concurso de escritura de la Ascociación de Novelistas Románticos se presentó, y aunque no ganó, logró despertar en el interés de una agente literaria que buscaba una nueva Georgette Heyer.
Publicó sus primeras novelas ambientadas en la regencia como Caroline Courtney, tras lo cual escribió aéreos romances como Melinda Wright y novelas de suspense como Lydia Hitchcock.
Desde la publicación en 1981 de su primera novela como Penny Jordan, ha escrito unos 170 cuentos standar para Harlequin, así como novelas contemporáneas más extensas.  Recientemente ha comenzado a escribir de nuevo novelas históricas bajo el seudónimo de Annie Groves.  Penny se inspira para sus novelas en las historias de interés humano que aparecen en las noticias. Así como en su propia historia familiar en Ellie Pride, en la que cuenta la historia adaptada de su abuela paterna Elsie Jones.
Penny dirigió un grupo de escritura, el Grupo de Escritores de Nantwich, fundado por ella en agosto de 2004 y que se reunía con regularidad en su casa de Cheshire. Ayudó con él a otros escritores a desarrollar sus habilidades, y los dirigía a agentes y editoriales que podrían estar interesadas en su obra.  Igualmente, fue activa en obras de caridad.
Penny escribía en la cocina de su casa en Nantwich, Cheshire, normalmente con cuatro perros y dos gatos. Su casa es una imitación de una mansión de estilo Tudor.

### Como Caroline Courtney

#### Novelas independientes
- Dangerous Engagement (1979)
- Wager for Love (1979)
- Duchess in Disguise (1979)
- Guardian of the Heart (1979)
- Love Unmasked (1979)
- The Fortunes of Love (1980)
- Heart of Honour (1981)
- Romantic Rivals (1981)
- Love Triumphant (1981)
- Love's Masquerade (1981)
- The Courier of Love (1982)
- Libertine in Love (1982)
- The Daring Heart (1982)
- Love in Waiting (1982)
- Forbidden Love (1982)
- Abandoned for Love (1982)
- The Tempestuous Affair (1983)
- Love of My Life (1983)
- Destiny's Duchess (1983)
- Lover's Victory (1984)
- Masquerading Heart (1984)
- Hearts or Diamonds (1985)
- Prisoner of Passion (1985)
- Dual Enchantment (1985)
- Conspiracy of Kisses (1986)

### Como Melinda Wright

#### Novelas independientes
- The Concorde Affair (1981)
- Love at 30,000 Feet (1982)
- Flight into Ecstasy (1983)

### Como Lydia Hitchcock

#### Novelas independientes
- The Ducetti Lair (1981)
- The Geneva Touch (1982)

### Como Penny Jordan

#### Novelas independientes
- Falcon's Prey, 1981/08 (La presa del halcón)
- Tiger Man, 1981/09 (A flor de piel)
- Marriage without Love, 1981/11 (Burla del destino)
- Long Cold Winter, 1982/02
- Blackmail, 1982/03 (Intriga amorosa)
- Caged Tiger, 1982/04 (Pasión salvaje)
- Daughter of Hassan, 1982/06 (Perdida en el Edén)
- Northern Sunset, 1982/06 (El huésped indeseado)
- Island of the Dawn, 1982/07
- An Unbroken Marriage, 1982/08 (Matrimonio indestructible)
- Bought with His Name, 1982/10 (Amor comprado, 1986/10)
- Escape from Desire, 1982/12 (Escape al deseo)
- The Flawed Marriage, 1983/01 (Ámbar)
- Phantom Marriage, 1983/02 (Siete años después)
- Desire's Captive, 1983/03 (Viaje al infierno)
- Rescue Operation, 1983/03 (La historia se repite)
- Sudden Engagement, 1983/04 (Compromiso inesperado)
- Passionate Protection, 1983/06 (Cautiva de tu amor)
- Forgotten Passion, 1983/10 (Pasión olvidada, 1987/02)
- Savage Atonement, 1983/11 (Caricias prohibidas)
- Man-Hater, 1983/12 (El reto de un conquistador, 1987/01)
- Love's Choices, 1984/04 (Rendición, 1991/03)
- Response, 1984/04 (Eternamente tuya)
- Shadow Marriage, 1984/04
- The Inward Storm, 1984/07 (Deseos ocultos)
- Wanting, 1984/07 (Una mujer inaccesible, 1986/02)
- Darker Side of Desire, 1984/08 (Oasis de deseo, 1986/06)
- Rules of the Game, 1984/11 (Mala jugada)
- Campaign for Loving, 1985/12 (Renacer del deseo, 1986/10)
- What You Made Me, 1985/01 (Lo que me hiciste = Orgullo herido, 1989/09)
- The Friendship Barrier, 1985/02 (Fin de una pesadilla, 1986/10)
- The Only One, 1985/02 (La aristócrata y el plebeyo = La primera vez, 1990/03)
- The Six-Month Marriage, 1985/02 (Matrimonio fugaz, 1989/01)
- Taken Over, 1985/03
- Time Fuse, 1985/05 (Bomba de tiempo = Sombras del ayer, 1989/07)
- You Owe Me, 1985/05 (Un amor inolvidable, 1988/11)
- Exorcism, 1985/06 (Exocirmo = Un amor de aventura, 1989/06)
- Permission to Love, 1985/07 (Permiso para amar, 1989/03)
- Fire With Fire, 1985/08 (Fuego contra fuego, 1987/01)
- Injured Innocent, 1985/09 (Enemigo de mi juventud = Enemigos, 1989/05)
- The Hard Man, 1985/10
- Desire for Revenge, 1985/12 (Un amor de novela, 1987/02)
- Capable of Feeling, 1986/02 (Incapaz de amar, 1989/08)
- Desire Never Changes, 1986/03 (El deseo no muere, 1987/08)
- A Man Possessed, 1986/04 (Dulce penitencia, 1987/05)
- Research into Marriage, 1986/06 (El mito del amor, El = El cuento del amor, 1988/03)
- Return Match, 1986/08 (Reunidos de nuevo)
- A Reason for Marriage, 1986/09 (Una razón para casarse, 1990/09)
- Loving, 1986/11
- Stronger Than Yearning, 1986/11
- Too Short a Blessing, 1987/01 (Pasión indeseada = No quisiera amarte, 1989/10)
- Passionate Relationship, 1987/02 (Pasión devastadora = Poseídos por el deseo, 1988/08)
- A Savage Adoration, 1987/03 (Adoración salvaje)
- For One Night, 1987/05 (Aventura de una noche, 1989/03)
- An Expert Teacher, 1987/06 (Enséñame a amar, 1988/08)
- Substitute Lover, 1987/07 (La que no quería amar = Un amigo de verdad, 1990/12)
- Levelling the Score, 1987/09 (Pasión imperecedera, 1990/10)
- Fight for Love, 1987/11 (Las armas de Natasha)
- Payment in Love, 1988/11 (Te pagaré con amor, 1990/10)
- Special Treatment, 1988/03 (Aventura sin futuro, 1989/11)
- Force of Feeling, 1988/05 (Abismos de pasión = El primer desengaño, 1990/04)
- Without Trust, 1988/08 (La sentencia, 1990/04)
- Power Play, 1988/08 (Juegos de poder, 2003/09)
- Potential Danger, 1988/09 (El peligro acecha, 1990/01)
- Lover's Touch, 1988/11 (El toque amoroso = Sólo una caricia, 1991/06)
- Beyond Compare, 1989/01 (Intercambio de parejas, 1991/04)
- Equal Opportunities, 1989/03 (Puedes tenerlo todo, 1991/06)
- A Reason for Being, 1989/04 (Una razón de ser, 1989/06)
- Valentine's Night, 1989/06 (Valentín = Sólo un sueño, 1995/11)
- So Close and No Closer, 1989/07
- Free Spirit, 1989/08
- Bitter Betrayal, 1989/09 (Cruel traición = Invéntate el pasado, 1991/03)
- Silver, 1989/10
- A Rekindled Passion, 1989/12 (Un recuerdo de una pasión, 1991/02)
- Time for Trust, 1990/01 (Tiempo de amar... ¿y confiar? = Tiempo de amar, 1991/02)
- Unspoken Desire, 1990/03 (Pasión oculta = Deseo latente, 1991/11)
- Breaking Away, 1990/04 (Otoño de amor, 1991/12)
- Rival Attractions, 1990/06 (Atracciones opuestas = Si tú me miras, 1993/12)
- Out of the Night, 1990/07
- Game of Love, 1990/09 (Juego de amor, 1995/12)
- The Hidden Years, 1990/10
- A Kind of Madness, 1990/10 (Un toque de locura = Regreso al hogar, 1993/12)
- Second Time Loving, 1990/12 (Tiempo de pasión, 1994/12)
- Payment Due, 1991/03 (Víctima del pecado, 1993/03)
- A Forbidden Loving, 1991/05 (No debo amarte = Nunca digas que es tarde, 1992/04)
- A Time to Dream, 1991/06 (La hora de la pasión = Tiempo de soñar, 1992/02)
- Dangerous Interloper, 1991/07 (El intruso peligroso = El hombre de mis sueños, 1992/06)
- Second-Best Husband, 1991/08 (Matrimonio de consolación = Matrimonio sin amor, 1992/08)
- A Cure for Love, 1991/09 (Cura para el amor = Mal de amor, 1994/05)
- Stranger Form the Past, 1991/11 (Cenizas del ayer = Siempre en mi corazón, 1993/02)
- Past Passion, 1991/12 (Pasiones de antaño = Marcada por el pasado, 1993/09)
- Mistaken Adversary, 1992/02 (Adversario equivocado = Por un error, 1993/07)
- Lesson to Learn, 1992/04 (Lección de amor, 1993/09)
- Lingering Shadows, 1992/04
- Law of Attraction, 1992/05 (La ley de la atracción, 1993/09)
- Past Loving, 1992/06
- Passionate Possession, 1992/07 (Sin escrúpulos, 1995/01)
- A Matter of Trust, 1992/08 (Miedo a amar, 1995/05)
- Tug of Love, 1992/11 (Cadenas de amor = Cadena de amor, 1994/09)
- Yesterday's Echoes, 1993/03 (De cara al ayer, 1994/08)
- For Better for Worse, 1993/07 (Para lo bueno y para lo malo, 1996/05; 1997/05)
- French Leave, 1994/02 (Vacaciones francesas = Vacaciones con un extraño, 1995/09)
- Cruel Legacy, 1994/09 (Vidas nuevas, 1996/12; 1998/04)
- Unwanted Wedding, 1995/01 (Boda sin amor, 1996/09)
- The Trusting Game, 1995/04 (Aprender a confiar, 1997/03)
- Power Games, 1995/09 (Oscuro pasado, 2004/03)
- Her Christmas Fantasy, 1996/11
- Mistletoe Magic, 1996/11
- Mission: Make-Over, 1997/12 (El hombre equivocado, 1998/10)
- To Love, Honour and Betray, 1998/07 (Amor y traición, 2002/07)
- Wanting His Child, 1999/09
- One Intimate Night, 1999/11 (Una noche especial, 2000/05)
- Back in the Marriage Bed, 2000/09 (Amor sin recuerdos, 2001/05)
- The Bride's Bouquet, 2000/09
- The Demetrios Virgin, 2001/01 (Una novia temporal, 2001/07)
- The Marriage Demand, 2001/07 (Venganza, 2002/02)
- The City-Girl Bride, 2001/10 (Un futuro contigo, 2002/05)
- The Tycoon's Virgin, 2002/05 (En la cama equivocada)
- Christmas Eve Wedding, 2002/12 (Traición y deseo, 2004/01)
- Now or Never, 2003/06 (Ahora o nunca, 2004/07)
- The Blackmail Marriage, 2003/11 (Esperanza de un futuro, 2004/06)
- The Mistress Purchase, 2004/02 (Perfume de pasión, 2004/06)
- Mistress of Convenience, 2004/06 (No sin tu amor, 2005/04)
- Sweet Revenge, 2005/03
- The Italian Duke's wife, 2006/01 (El duque italiano, 2006/08)
- Her Lover Her Husband, 2006/03
- Master of Pleasure, 2006/08
- The Christmas Bride, 2006/10
- Taken By The Sheikh, 2006/12

#### Otras obras traducidas
- (Juntos de nuevo, 1988/10)
- (Cuando el amor es sincero, 1988/12)

#### For Her Eyes Only Series Multi-Author(Serie Multi-Autor Sólo Para Sus Ojos)
- An Unforgettable Man, 1995/11 (Un hombre inolvidable, 1996/10; 1997/12)

#### Bride's Bouquet to Wed? Series(Serie Ramo de novia)
1. Woman to Wed?, 1996/07 (Pasiones ocultas, 2001/02)
2. Best Man to Wed?, 1996/08 (Sueños olvidados, 2006/12)
3. Too Wise to Wed?, 1996/11 (Deseo sin compromiso, 2001/05)

#### The Perfect Crightons Series(Serie Los Perfectos Crightons)
1. A Perfect Family, 1997/09 (Una familia perfecta, 2002/02)
2. The Perfect Seduction, 1997/09 (Seducción perfecta, 2001/01)
3. Perfect Marriage Material, 1997/09 (Un marido perfecto, 2001/02)
4. The Perfect Match?, 1997/10 (La pareja perfecta, 2001/03)
5. The Perfect Lover, 1998/12 (Un amante perfecto, 1999/08)
6. The Perfect Sinner, 1999/06 (Dinero y poder, 2004/09)
7. The Ultimate Surrender, 2000/02 (Rendición por amor, 2000/09)
8. The Perfect Father, 2000/03 (Sueños incofesables, 2001/03)
9. A Perfect Night, 2000/05 (Una noche perfecta, 2001/12)
10. Coming Home, 2000/10 (El hijo pródigo, 2004/12)
11. Starting Over, 2001/10 (Un pasado para olvidar, 2005/02)

#### Fantasy in the Night Series(Serie Fantasía Nocturna)
1. Fantasy for Two, 1998/03 (Un sueño para dos, 1998/11)
2. One Night in His Arms, 1998/09 (Una noche en su brazos, 1999/06)

#### Big Event Series Multi-Author(Serie Multi-Autor Gran Evento)
- Marriage Make Up, 1998/06 (Una boda muy especial, 1999/03; 2002/09)

#### Sweet Revenge Or Seduction Series(Serie Dulce Venganza o Seducción)
1. Mistress Assignment, 1999/02 (La venganza de mujer, 2000/07)
2. Lover by Deception, 1999/04 (Amor por despecho, 2000/07)
3. A Treacherous Seduction, 1999/06 (Amor traicionero, 2000/08)
4. The Marriage Resolution, 1999/08 (Capricho del destino, 2000/09)

- Mistress Assignment + Lover by Deception (La venganza de una mujer + Amor por despecho, 2004/04)
- Atreacherous seduction + The marriage resolution (Amor traicionero + Capricho del destino, 2007/02)

#### Wedlocked! Series Multi-Author(Serie Multi-Autor Comprometidos)
- The Blackmail Baby, 2002/02 (Amor por chantaje, 2002/09)
- Marco's Convenient Wife, 2002/08 (Amor en público, 2003/06)
- Mistress to Her Husband, 2004/08 (Amante de su marido, 2005/07)

#### Sheikh's Arabian Nights Series(Serie Noches Árabes)
1. The Sheikh's Virgin Bride, 2003/03 (Amor en el desierto, 2003/11)
2. One Night with the Sheikh, 2003/05 (Una noche con el jeque, 2003/12)
3. Possessed by the Sheikh, 2005/04 (Poseída por el jeque, 2005/10)
4. Prince of the Desert, 2006/04

#### Jet Set Wives Series(Serie Engaños de Sociedad)
1. Bedding His Virgin Mistress, 2005/06 (En el ardor de la pasión, 2006/10)
2. Expecting The Playboy's Heir, 2005/08 (El heredero del playboy, 2006/11)
3. Blackmailing the Society Bride, 2005/10 (Chantaje a una mujer, 2006/12)

#### The Royal House Of Niroli Series Multi-Author
- The future king's pregnant mistress, 2007/07
- A royal bride at the sheikh's command, 2008/02

#### Colecciones
- An unforgettable man + Unwanted wedding (Un hombre inolvidable + Boda sin amor, 1997/12)
- Marriage make up + One night in his arms (Una boda muy especial + Una noche en sus brazos, 2002/09)
- The perfect lover + One intimate night (El amante perfecto + Una noche especial, 2003/11)
- The ultimate surrender + Woman to wed? (Rendición por amor + Pasiones ocultas, 2005/05)

#### Antologías en colaboración
- What Women Want! (2002) (My secret wish list by Penny Jordan con Darcy Maguire) (Mis deseos más secretos en Lo que quieren las mujeres, 2003/09 junto con Darcy Maguire)
- Fantasy for Two by Penny Jordan (Un sueño para dos de Penny Jordan + La esposa fugitiva de Miranda Lee)

#### Novelas gráficas
- Response: Graphic Novel, 2005

### Como Annie Groves

#### Pride Family Saga
1. Ellie Pride, 2003/08
2. Connie's Courage, 2004/05
3. Hettie of Hope Street, 2005/05

#### World War II Series
1. Goodnight Sweetheart, 2006/02
2. Some Sunny Day;, 2006/08
3. The Grafton Girls, 2007/02
4. As Time Goes By/08

#### Novela independiente
- Across the Mersey, 2008